# 班长“殿下”
《班长“殿下”》是改编自安向暖人气小说《蜜爱百分百：校草的专属甜心》，由企鹅影视、北京海润新视力影视制作有限公司联合出品，导演陈彦铭、简郁玹执导，并且由牛骏峰、邢菲、刘宇航、杨欣颖、李依玲、王翌舟等演员主演。该剧于2017年3月27日在台湾开机，6月6日杀青。该剧已将于2019年5月30日腾讯视频、芒果TV联合播出；每周四至六20：00更新两集，会员抢先看一周。台灣由 WeTV 全網獨家播出。

## 播放時間及平台

### 首播
| 頻道     | 所在地                                | 播映日期                   | 备注                                                                     |
| -------- | ------------------------------------- | -------------------------- | ------------------------------------------------------------------------ |
| 腾讯视频 | 中国                                  | 2019年5月30～2019年6月27日 | 腾讯视频/芒果TV·VIP会员：会员抢先看一周 非会员：每周四至六20：00更新两集 |
| 芒果TV   | 中国                                  | 2019年5月30～2019年6月27日 | 腾讯视频/芒果TV·VIP会员：会员抢先看一周 非会员：每周四至六20：00更新两集 |
| WeTV     | 臺灣 泰國 越南 菲律賓 印度 印度尼西亞 | 2019年5月30～2019年6月27日 |                                                                          |

## 演員表
| 演員         | 角色   | 简介 |
| 牛骏峰       | 顾梓晨 | 富家少爷 生日:1997/08/30 本作男主角，性格叛逆高傲，看似玩世不恭却坚毅执着，身手不俗。有一个开发软件的梦想。高考為救苏年年而缺考，因此被家父痛罵。是一個極為聰明的人。喜歡年年，兩人經歷多次離合後終在一起，但之後被王志綁架及打傷引致腦震盪而忘了關於群英的事，最後終於在年年苦苦打動之下恢復記憶。                                                |
| 邢菲         | 苏年年 | 女学霸 生日:1998/09/21 本作女主角，性格倔强、要强，生长于单亲家庭，与父亲苏大志相依为命。 因一场意外而与顾梓晨有了交集，誤以為是顾梓晨開車撞她肇事逃逸，害其高考缺考，得知真相後悔不已，後經歷總總困難與其在一起，中間經歷多次離合，在其住院時悉心照顧而打動顧母。雖然之後梓晨失憶而非常傷心，但最終在年年的苦苦打動下終令梓晨恢復記憶。喜歡梓晨。 |
| 刘宇航       | 叶星宇 | 文艺暖男 生日:1998/03/11 性格柔软温和，因兄弟顧梓晨喜歡著蘇年年，後自動退出，守护在苏年年身边。愛好音樂，後成為明星。 |
| 杨欣颖       | 宋宇曦 | 苏年年室友 性格天真活泼，热情开朗，拥有一颗少女心，一心认为真爱至上。是个可爱的小吃货兼無敵大花痴。後和祝城在一起。 |
| 李依玲       | 尹初夏 | 苏年年室友 假小子一样的女生，性格干脆潇洒、阳光酷炫，喜欢打篮球和打游戏。小時候因父亲在外找女人，母亲棄她离家，而被其父逼著必須打扮成男生，後其母找到學校心結化解，最後和趙明遠在一起。 |
| 王翌舟       | 赵明远 | 群英三杰 群英三杰之首、看似四肢发达，武力至上却是个感性善良的人。原為當班長，欺負蘇年年，後全力支持她。尹初夏男友 |
| 马力         | 陈源   | 群英三杰 暗戀蘇年年 真心祝福他跟顧梓晨在一起 |
| 宇泽（胡洋） | 江暮   | 機械二班班導，敦厚老實，和金醫師在網上相識相愛，最後和金醫生在一起，看似弱小无能，但身手极好，在梓晨被打伤时为救学生而出手，擁有一身好功夫！ |
| 姜来(姜希研) | 祝城   | 群英三杰 笑果担当 暗戀宋宇曦，後來和她在一起。經常好心辦壞事。 |
| 吳岳擎       | 唐余   | 蘇年年高中時的同學兼喜歡的人。 勸蘇年年離開群英繼續復讀，但被拒絕，後被群英眾人打跑。 |
| 肖妍倪       | 和美   | 苏年年高中朋友 喜欢顾梓晨想切办法从年年手中抢来顾梓晨，後意識到自己的錯誤，祝福年年和梓晨。 |
| 唐庆贺       | 黃小黃 | 八卦通 宋宇曦的青梅竹马，喜歡胡編亂造，亂報八卦，後改過自新，報導正能量。 |
| 刘洋         | 徐甲   | 咖啡廳店长 是個不折不扣的渣男，一次交N個女朋友，欺騙宋宇曦，後被女友們找上門，也讓宋宇曦看清了他的渣男本性。 |
| 文杰         | 呂孟楠 | 認為自己是群英第一猛男，滿腦想的都是“健身”。 |
| 郭宇宸       | 魏琐楠 | |
| 严凯愉       |        | |
| 马睿         | 张美琳 | 顾梓晨母亲，一直覺得和美是一個合適的儿媳人選，經歷了總總後，才發現年年的好，後同意年年和梓晨在一起。 |
| 王新         | 苏大志 | 苏年年父亲 生日1972/4/23 出租车司机，为人正直善良。单亲爸爸，与女儿苏年年相依为命。得知年年因小時候的車禍而不能過度學習，就讓她到群英念書，打消复讀念頭。與妻子唐曉茹、顾偉業是大學同學，當時兩個好兄弟同時愛上唐曉茹，後唐曉茹與顾偉業在一起，後顾偉業因家族企業面臨破產，而與張美琳結婚，唐曉茹回到老家，苏大志追到老家，後當了倒插門女婿。      |
| 蔡瀞瑢       |        | |
| 马俊凯       | 殺马特 | |
| 莫棠予       | 娜娜   | 江暮前女友，後來分手了。是一個貪慕虛榮的女生。 |
| 马丹旎       | 金云   | 江暮女友，學校醫護室的醫生，是江暮在网上的好友兼愛慕對象，後在一次班級郊遊正式在一起 ，後與江暮領证，懷了江暮的小孩。 |
| 劉宸語       | 趙明佳 | 赵明远弟弟，為了分擔哥哥的負擔，天天撿廢品，所以個性有些孤僻，也因此遭受同學們的欺負，後遇到叶星宇，不僅幫他趕走了欺負他的同學，還送他回家，而後還經常請他吃飯，教他功課，也因此讓他變得開朗許多，成績也大幅度提升。 |

## 電視原聲帶
| 歌名             | 作词       | 作曲   | 演唱   | 备注   |
| 一点点心动       | 徐伟铭     | 徐伟铭 | 劉心   | 片头曲 |
| 遇见你的我好幸运 | 罗茜、浅紫 | 罗茜   | 胡杨林 | 片尾曲 |